# Monte Clivio
Der Monte Clivio, auch Sasso di Clivio genannt, ist ein Hügel (739 m ü. M.) in den Vareser Voralpen. Er liegt im Grenzgebiet zwischen der Lombardei (Italien) und dem Tessin (Schweiz).

## Lage und Umgebung
Der Gipfel und der grösste Teil des Monte Clivios liegen auf dem Gebiet der Gemeinde Dumenza (Italien). Weitere Teile des Hügels gehören zu den Schweizer Gemeinden Lema und Monteggio. Die Landesgrenze zur Schweiz verläuft rund 250 Meter südöstlich des Gipfels.
Auf dem Gipfel befinden sich ein einfaches Gipfelkreuz, eine kleine Wegkapelle, die dem heiligen Gratus von Aosta geweiht ist, und ein von weit her sichtbarer hoher Mast einer Freileitung, die das Umspannwerk Musignano beim Pumpspeicherkraftwerk Roncovalgrande mit dem Umspannwerk Molino Mazzolio bei Varese verbindet. Östlich des Gipfels fällt das Gelände lediglich leicht, um rund 140 Meter, bis auf knapp über 600 m ü. M. ab, während es im Westen um mehr als das Doppelte bis auf rund 450 m ü. M. steil abfällt. Der Hügel entwässert im Osten über die Lisora in die Tresa und im Westen über den Rio di Colmegna in den Lago Maggiore. Die Aussicht auf dem Monte Clivio umfasst unter anderem den Lago Maggiore und bei gutem Wetter auch das Monte-Rosa-Massiv.

## Routen zum Gipfel
Der Gipfel ist mit einem markierten Wanderweg erschlossen. Er trägt die italienische Wanderwegnummer 172A und zweigt rund 100 Meter oberhalb der Kirche Santuario di Trezzo auf 592 m ü. M. in südlicher Richtung vom Wanderweg 172 zwischen Dumenza und Astano ab.

## Geschichte
Ab den 1890er-Jahren errichtete Italien an der Grenze zur Schweiz eine weitläufige Sperranlage, mit welcher der Schmuggel eingedämmt werden sollte. Ein Abschnitt dieser im Volksmund als «la Ramina» bezeichneten Grenzsperranlage verlief über die südöstliche Flanke des Monte Clivio. Sie führte ausgehend vom Grenzübergang Cavagno (388 m ü. M.) zwischen Dumenza und Monteggio auf über 700 m ü. M. rund 200 Meter Luftlinie unterhalb des Gipfels vorbei und anschliessend bis zum Grenzübergang Cavagnino (628 m ü. M.) zwischen Dumenza und Astano. Die Überreste der Anlage sind bis heute gut zu erkennen.

## Bilder

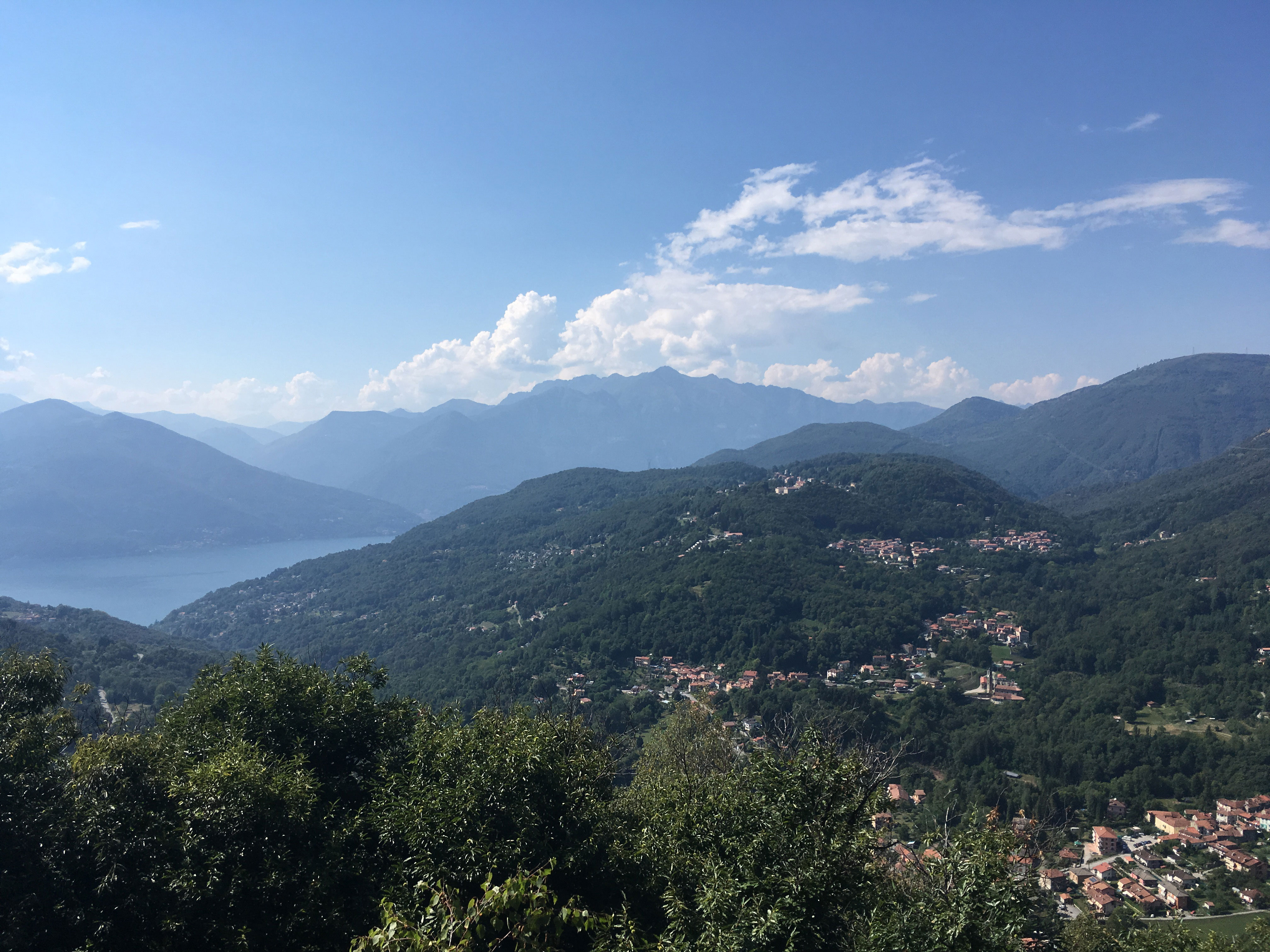
Blick vom Gipfel in Richtung Westen
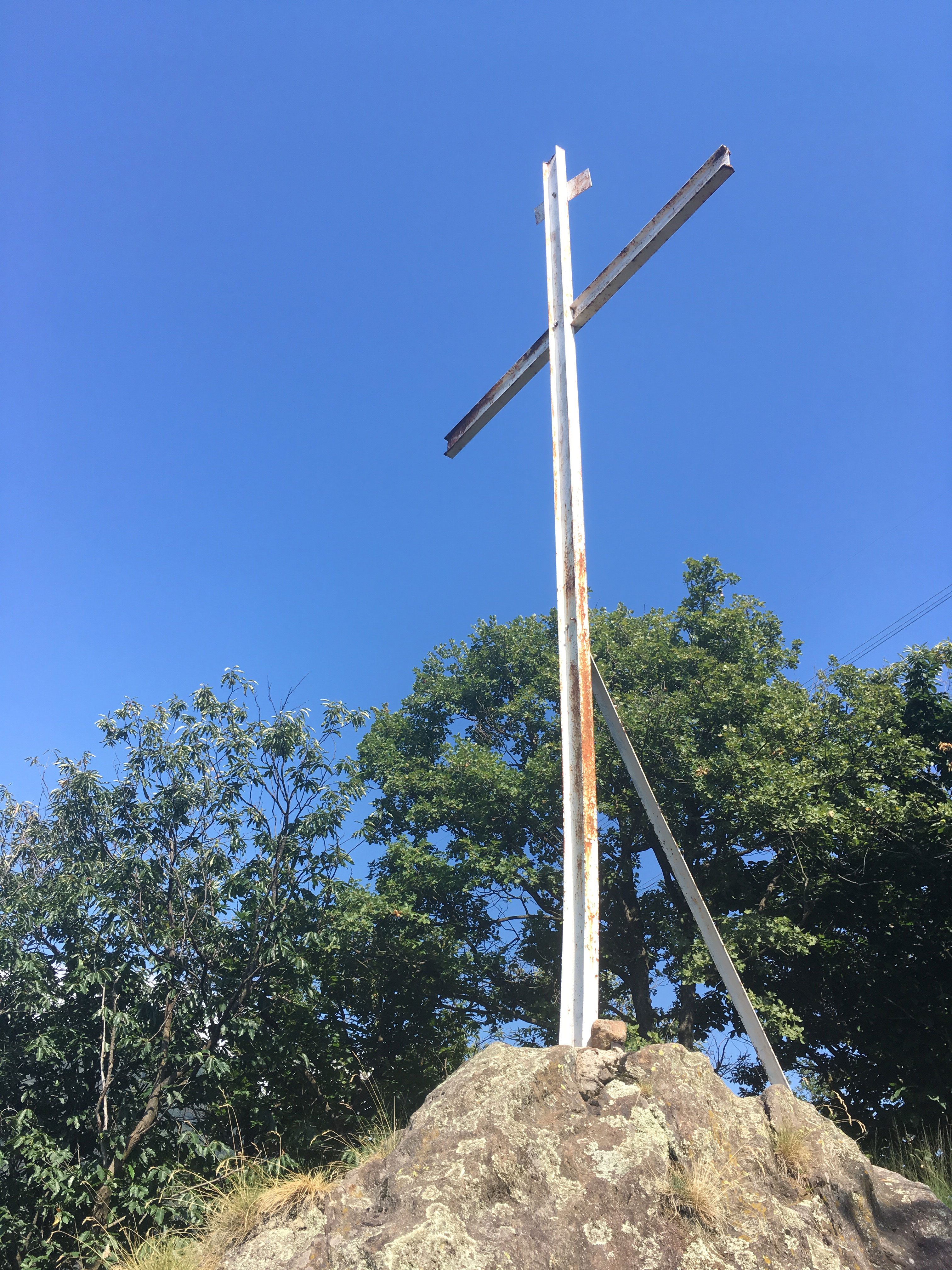
Gipfelkreuz
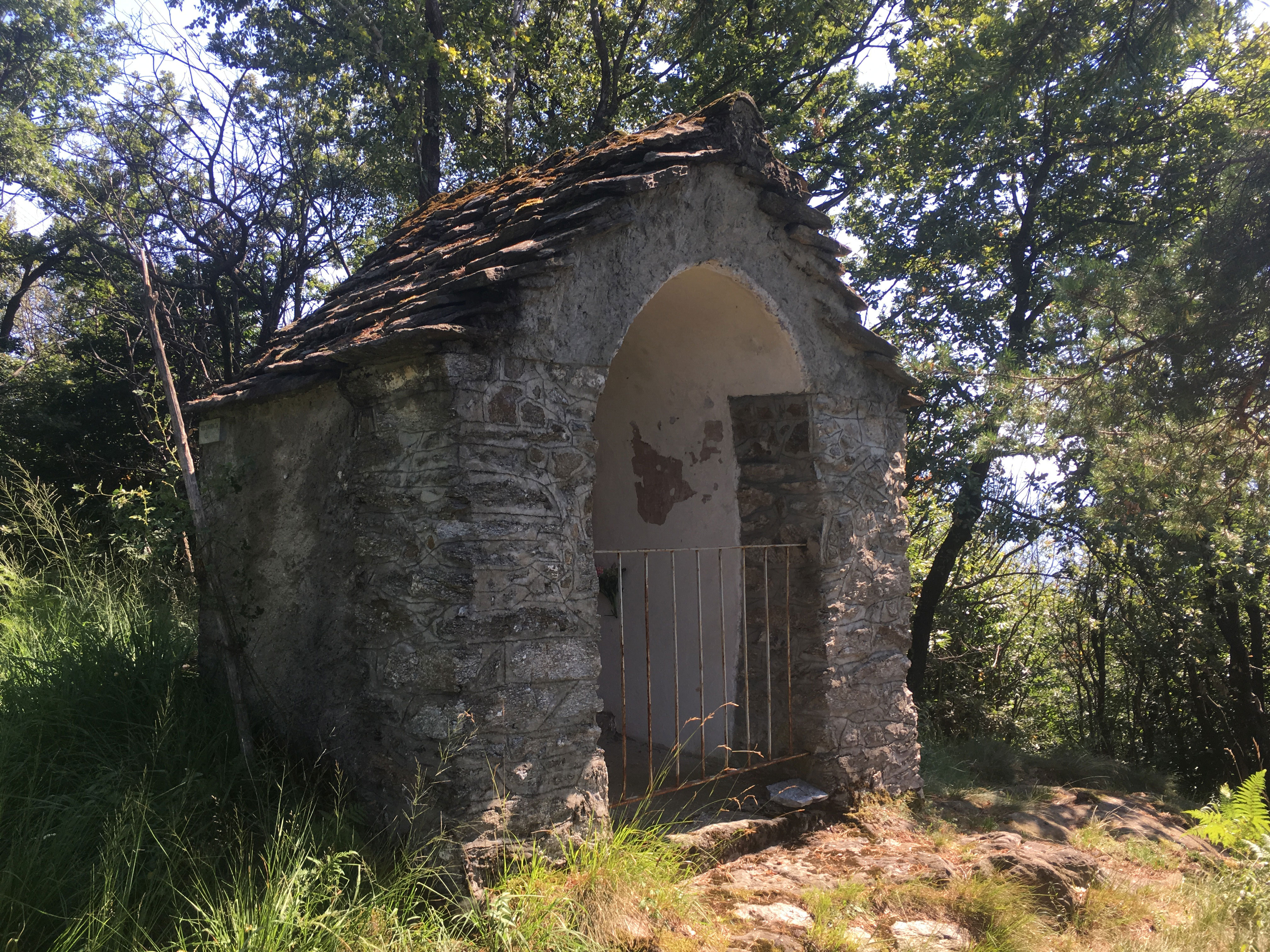
Wegkapelle auf dem Gipfel
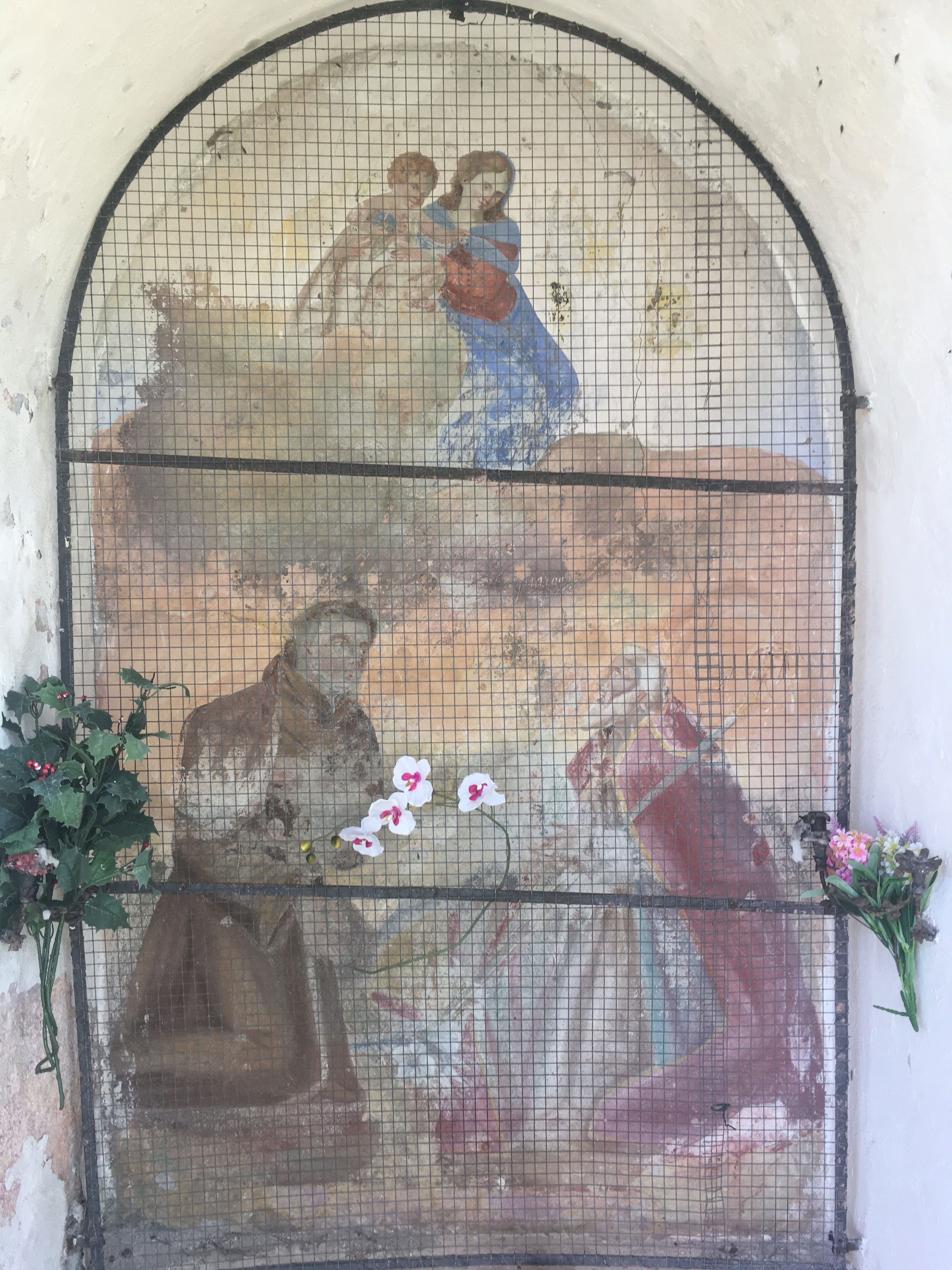
Fresko in der Wegkapelle
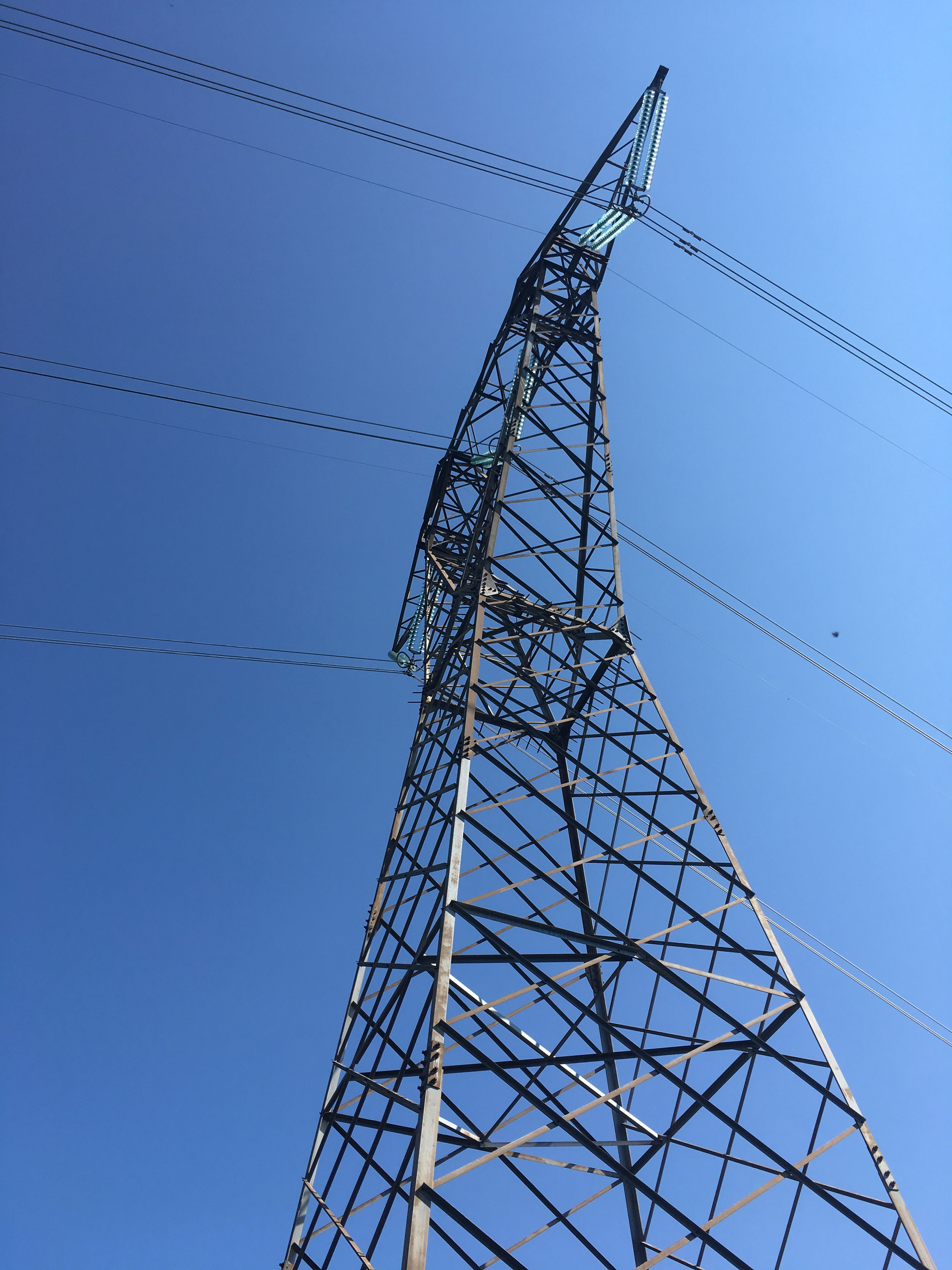
Freileitungsmast auf dem Gipfel